# Efecte no específic de les vacunes
Els efectes no específics de les vacunes (també anomenats "efectes heteròlegs" o "efectes fora de l'objectiu") són efectes que van més enllà dels efectes protectors específics contra les malalties a les que estan destinades, i que poden ser molt beneficiosos augmentant la protecció contra altres infeccions. Això s'ha demostrat amb dues vacunes vives atenuades, la vacuna BCG i la vacuna contra el xarampió, mitjançant múltiples assaigs controlats aleatoritzats. Teòricament, els efectes inespecífics de les vacunes podrien ser perjudicials, augmentant la mortalitat general malgrat proporcionar protecció contra les malalties destinades. Tot i que els estudis observacionals suggereixen que la vacuna contra la diftèria, el tètanus i la tos ferina (DTP) podria ser perjudicial, aquests estudis presenten un alt risc de biaix i no han pogut replicar-se quan els duen a terme grups independents.
Les investigacions en curs suggereixen que els efectes inespecífics de les vacunes poden dependre de la vacuna, del calendari de vacunació i del sexe del nadó. Per exemple, una hipòtesi (i sols una hipòtesi) suggereix que totes les vacunes vives atenuades reduirien la mortalitat més del que s'explica mitjançant la prevenció de les infeccions a les que estan destinades, mentre que totes les vacunes inactivades podrien augmentar la mortalitat global malgrat proporcionar protecció contra la malaltia de destí. Aquests efectes podrien ser de llarga durada, almenys fins al moment en què s'administra un nou tipus de vacuna. Els efectes inespecífics podrien ser molt acusats, amb efectes significatius sobre la mortalitat i la morbiditat generals. En una situació amb immunitat de grup contra la malaltia de destí, els efectes inespecífics podrien ser més importants per a la salut general que els efectes específics de la vacuna.
Els efectes inespecífics no s'han de confondre amb els efectes secundaris de les vacunes (com ara reaccions locals al lloc de la vacunació o reaccions generals com febre, mal de cap o erupcions cutànies, que solen resoldre en dies o setmanes o, en casos rars, anafilaxi). Més aviat, els efectes no específics representarien una forma d'immunomodulació general, amb conseqüències importants per a la capacitat del sistema immunitari per afrontar reptes posteriors.
Podria ser que milions de morts infantils en països de renda baixa podrien prevenir-se cada any si es tinguessin en compte els efectes no específics de les vacunes en els programes de vacunació.